# La Ribera de Salamanca
|  | Per a altres significats, vegeu «Arribes». |

Situació de La Ribera (Las Arribes) a la província de Salamanca.

La Ribera, també coneguda como Las Arribes, és una comarca de la província de Salamanca (Castella i Lleó). Els seus límits no es corresponen amb una divisió administrativa, sinó amb una denominació històric-tradicional, cultural i geogràfica. Ocupa una superfície territorial de 283,63 km². Comprèn 7 municipis: Aldeadávila, Masueco, Mieza, Pereña, Saucelle, Villarino de los Aires i Vilvestre.